# Wadi Ara
Wadi Ara (hebr. ואדי עארה; arab. وادي عارة, Wadi ʿĀrah) – wąska dolina typu wadi, położona w północnym Izraelu. Nazwa dotyczy miejsca geograficznego oraz regionu kulturowego, który charakteryzuje się wysokim odsetkiem ludności arabskiej.

## Geografia
Wadi Ara jest wąską doliną położoną w północnej części Izraela. Biegnie z północnego wschodu na południowy zachód. Jest otwarta w kierunku południowo-zachodnim, gdzie łagodnie obniża się do równiny Szaron na równinie przybrzeżnej. Od strony północno-zachodniej jest zamknięta przez płaskowyż Wyżyny Manassesa (wysokość w tym rejonie dochodzi do 330 metrów n.p.m.). Na południowym wschodzie znajdują się wzniesienia Samarii (wysokość w tym rejonie dochodzi do 500 metrów n.p.m.). W kierunku północno-wschodnim Wadi Ara przechodzi w niewielką wadi strumienia Ba’ana i opada do Doliny Jezreel w Dolnej Galilei. Przez większą część wadi przepływa strumień Nachal Ara, który spływa na równinę Szaron.
W Wadi Ara są położone: miasto Umm al-Fahm, oraz miejscowości Arara i Kafr Kara. Region ten charakteryzuje się wysokim odsetkiem ludności arabskiej. Zespół arabskich miejscowości tworzy niemal nieprzerwany obszar miejski o długości 15 km. Każda z miejscowości składa się z kilku dzielnic, które pierwotnie były odrębnymi wioskami. Do regionu kulturowego Wadi Ara należą jeszcze dodatkowo miejscowości Basma i Ma’ale Iron. Administracyjne dolina jest położona w dystrykcie Hajfa. Na wschód od doliny przebiega mur bezpieczeństwa oddzielający terytorium Izraela od Autonomii Palestyńskiej.

## Historia

Mapa ilustrująca położenie Megiddo między Doliną Jezreel, płaskowyżem Menassesa, Wadi Ara i równiną nadmorską

Już w starożytności dostrzeżono zalety tej strategicznie położonej doliny. Umożliwiała ona szybkie przejście z równiny przybrzeżnej do Galilei. To właśnie dlatego przebiegał tędy starożytny szlak handlowy Via Maris, łączący Egipt z Asyrią. Przy zachodnim skraju wadi, na samym skraju Doliny Jezreel powstała warownia strzegąca wejścia do Wadi Ara - było to miasto Megiddo. Dalsze losy wadi były związane z historią Palestyny.
W czasach współczesnych, w XX wieku rozpoczął się konflikt izraelsko-arabski. I wojna izraelsko-arabska zakończyła się na tym obszarze zawarciem 3 kwietnia 1949 roku rozejmu izraelsko-jordańskiego. Wadi Ara była niezwykle ważnym szlakiem komunikacyjnym, który dla strony żydowskiej zabezpieczał komunikację z Doliną Jezreel i całą Galileą. W trakcie wojny wadi nie została zdobyta przez siły izraelskie, jednak na drodze rozmów dyplomatycznych, jordański emir Abd Allah I zgodził się, aby Wadi Ara pozostało na terytorium państwa Izrael. Z powodu szybkiego wzrostu liczby ludności, Wadi Ara stała się jednym z największych ośrodków mniejszości arabskiej w Izraelu. Podczas pierwszej intifady (1987-1991) i intifady Al-Aksa (2000-2004) dochodziło tutaj do licznych zamieszek i ataków terrorystycznych. Fala terroryzmu opadła wraz z budową w 2003 roku muru bezpieczeństwa, który oddzielił terytorium Izraela od Autonomii Palestyńskiej.

## Transport
Przez dolinę przechodzi droga nr 65, którą jadąc w kierunku południowo-zachodnim dojeżdża się do równiny Szaron i węzła drogowego z płatną autostradą nr 6. Kawałek dalej są miasta Pardes Channa-Karkur i Hadera wraz z nadmorskimi drogą ekspresową nr 4 i autostradą nr 2. Natomiast jadąc drogą nr 65 na północny wschód, wyjeżdża się z Wadi Ara do Doliny Jezreel, gdzie krzyżuje się z drogą nr 66, a następnie dociera do miasta Afula.